# Tratados Bridgewater
Los Tratados Bridgewater son una serie de ocho tratados de teología natural escritos por varios autores por encargo del Conde de Bridgewater. 

## Descripción
El reverendo Francis Henry, Conde de Bridgewater, muerto en febrero de 1829 legó en su testamento ocho mil libras esterlinas para financiar la escritura de una serie de tratados “sobre el poder, la sabiduría y la bondad de Dios, tal como se manifiestan en la Creación”. Esta suma quedaba a disposición del Presidente de la Royal Society de Londres, quien debía pagar a las personas por él elegidas para la redacción de los Tratados. El resultado de este encargo póstumo fueron los ocho volúmenes que conforman los llamados Tratados Bridgewater:
1. The Adaptation of External Nature to the Moral and Intellectual Condition of Man, por Thomas Chalmers
2. The Adaptation of External Nature to the Physical Condition of Man, por John Kidd
3. Astronomy and General Physics considered with reference to Natural Theology, por William Whewell
4. The hand, its Mechanism and Vital Endowments as evincing Design, por Charles Bell
5. Animal and Vegetable Physiology considered with reference to Natural Theology, por Peter Mark Roget.
6. Geology and Mineralogy considered with reference to Natural Theology, por William Buckland
7. The Habits and Instincts of Animals with reference to Natural Theology, por William Kirby.
8. Chemistry, Meteorology, and the Function of Digestion, considered with reference to Natural Theology, por William Prout.